# روسکی یورماش
روسکی یورماش (انگلیسی: Russky Yurmash) یک شهرک در شهرستان اوفیمسکی استان باشقیرستان کشور روسیه است.